# Zielonka (powiat sępoleński)
Zielonka – wieś w Polsce położona w województwie kujawsko-pomorskim, w powiecie sępoleńskim, w gminie Sośno. Wieś jest siedzibą składającego się z licznych luźno rozrzuconych wybudowań sołectwa Zielonka.
W latach 1975–1998 miejscowość administracyjnie należała do województwa bydgoskiego.